# Mobecq
Mobecq är en kommun i departementet Manche i regionen Normandie i norra Frankrike. Kommunen ligger i kantonen La Haye-du-Puits som tillhör arrondissementet Coutances. År 2018 hade Mobecq 239 invånare.

## Befolkningsutveckling
Antalet invånare i kommunen Mobecq
| Referens: INSEE |